# مايك جونز (لاعب كرة قاعدة أمريكي)
مايك جونز (بالإنجليزية: Mike Jones)‏ هو لاعب كرة قاعدة أمريكي، ولد في 30 يوليو 1959 في روتشستر في الولايات المتحدة.

## وصلات خارجية
- مايك جونز على موقعبيزبول رفرنس.كوم (الدوري الرئيسي) (الإنجليزية)
- مايك جونز على موقعبيزبول رفرنس.كوم (الدوري الثانوي) (الإنجليزية)